# ドラゴンカヌー大会 (加美町)
ドラゴンカヌー大会（ドラゴンカヌーたいかい）は、宮城県加美郡加美町の鳴瀬川で夏に行われる、ドラゴンボートの競技会で、加美町カップをかけて争われる。

## 概要
毎年、加美町の中新田地区の市街地の西側で、田川が鳴瀬川と合流する地点の川幅の広いところで行われる。大会参加は、大会規定に合致すれば、どのようなチームにも開かれていて、7月初旬の所定の申込期日までに35チームがエントリーした時点で募集を締め切る。
大会前日に本戦競技場で練習会を開催する。
- 練習時間　午前10時〜午後3時30分までで、チームごとに事務局が時間を調整・設定し割り当てる。
- 練習会参加費　1チーム　2,000円[3]

## 沿革
- 2014年（平成26年）7月27日 - 第11回大会開催[4]
- 2015年（平成27年）7月26日 - 第12回大会開催（予定）[5]

## 大会規定

### 種目
10人漕ぎクラス、250mの直線スピード競漕
- 一般の部（中学生以上） - 初心者、競技経験者を問わずオープンとする。
- 混合の部（中学生以上） - パドラー10名のうち、4名以上の女子選手を含めたチーム。
- ジュニアの部（小学生） - パドラー10名を小学生だけで構成したチーム。

その他、詳細規定あり。

### 競技方法
- トーナメント方式（ジュニアの部については、タイムレース）
- 競技規則は、国際カヌー連盟（ICF）競技規則ドラゴンボートによる。

## 期日
- 毎年7月末の日曜日であることが多い。
- 午前8時 開会式 / 午前8時30分 競技開始

## 会場
宮城県加美町 鳴瀬川カヌーレーシング競技場
（〒981-4415 宮城県加美郡加美町米泉成瀬川 鳴瀬川カヌーレーシング競技場艇庫）

## 主催
加美町ドラゴンカヌー実行委員会（事務局:加美町教育委員会 生涯学習課）

## アクセス
- 東北自動車道古川ICより車で約20分
- 東日本旅客鉄道/東北本線西古川駅より車で約10分